# Шилутский железнодорожный мост
Шилутский железнодорожный мост (лит. Šilutės geležinkelio tiltas) — железнодорожный балочный мост через реку Шиша в Шилуте, Литва. Является частью железнодорожной линии Клайпеда—Пагегяй. Соединяет район железнодорожного вокзала с южной частью города. Мост включён в Регистр культурных ценностей Литовской Республики, охраняется государством (код 4838).

## История
Мост построен в 1875 году в составе строительства узкоколейной железной дороги Клайпеда—Пагегяй. В 1995 году мост был внесён в регистр культурных ценностей Литвы.
В 2010—2011 годах мост был реконструирован в рамках модернизации железнодорожной линии Клайпеда—Пагегяй. В ходе работ старое пролётное строение было разобрано и заменено новыми железобетонными балками поверх арочных сводов, устроена новая гидроизоляция и водоотвод, усилены опоры, очищена поверхность фасадов моста. Работы производились компанией Tilts.

## Конструкция
Мост пятипролётный железобетонный балочный. Пролётное строение состоит из железобетонных балок, опирающихся на каменные опоры. С фасадов балки закрыты 5 полуциркульными сводами. Длина пролётов составляет 13,55 м. Фасады моста сложены из бутового камня, нижняя часть арок — из кирпича, поверхности опор облицованы камнем грубой тески. Над промежуточными опорами устроены круглые проемы. Перильное ограждение металлическое простого рисунка, завершается на устоях кирпичными парапетами. Длина моста составляет 82,5 м, ширина — 8,7 м.